# The Mummy (film)
The Mummy är en amerikansk skräck- och äventyrsfilm som hade premiär i juni 2017. Tom Cruise spelar rollen som Nick Morton och Sofia Boutella har rollen som mumien. Det är en ny version av filmen Mumien (The Mummy) från 1999. Filmen har dragit in över $400 miljoner.

## Handling
Den vackra men hänsynslösa prinsessan Ahmanet står näst i tur att bli den nya härskaren över Egypten. Men hennes far bestämmer sig för att ge tronen till sin nyfödda son istället. Som resultat av detta ingår Ahmanet en pakt med dödsguden Set och dödar sin far och lillebror och försöker ta över tronen och makten själv, men hennes plan misslyckas och hon döms att bli mumifierad och begravd levande i en sarkofag flera tusen mil från Egypten i öknen i Mesopotamien. Femtusen år senare i nutidens Irak påträffas hennes gravplats av den amerikanska armén och sarkofagen öppnas. Hon väcks även till liv och med henne väcks också en ondska som har fått gro i flera tusen år.

## Roller i urval
- Tom Cruise – Sergeant Nick Morton
- Sofia Boutella – Prinsessan Ahmanet
- Annabelle Wallis – Jennifer Halsey
- Russell Crowe – Dr. Henry Jekyll
- Jake Johnson – Korpral Chris Vail
- Courtney B. Vance – Överste Greenway
- Javier Botet – Set
- Marwan Kenzari – Malik
- Selva Rasalingam – Farao Menehptre

## Om filmen
Filmen spelades in på flera ställen runtom i Storbritannien och i Namibia mellan april och augusti 2016.
Chris Morgan som producerat filmen är känd som manusförfattare till sex av The Fast and the Furious-filmerna.
Filmens regissör, producent och manusförfattare Alex Kurtzman är känd för att ha jobbat med sin partner Roberto Orci som producent och manusförfattare till filmerna Cowboys & Aliens, Star Trek och Star Trek Into Darkness. Orci var den enda som återvände som producent för Star Trek Beyond. Kurtzman skapade den nya tv-serien Star Trek: Discovery tillsammans med Bryan Fuller.
Sean Daniel som tidigare producerat bland annat Mumien-trilogin, The Scorpion King och The Scorpion King 2: Rise of a Warrior återvände som producent i den här filmen. Daniel var också exekutiv producent för The Scorpion King 3: Battle for Redemption och The Scorpion King 4: Quest for Power.
David Koepp som skrev filmens manus tillsammans med fem andra är känd för bland annat Jurassic Park, Mission: Impossible, The Lost World: Jurassic Park, Världarnas krig och Indiana Jones och kristalldödskallens rike. Koepp jobbar på manuset till Indiana Jones 5 som kommer 2019 eller 2020. 
Paul Hirsch som har redigerat filmen tillsammans med Gina Hirsch och Andrew Mondshein är känd för bland annat Stjärnornas krig och uppföljaren Rymdimperiet slår tillbaka.
Musiken i filmen komponerades av Brian Tyler.
Filmen hade Sverigepremiär den 9 juni 2017.
Filmen släpptes på DVD och Blu-ray den 23 oktober 2017.